# Neivamyrmex cornutus
Neivamyrmex cornutus är en myrart som beskrevs av Charles James Watkins 1975. Neivamyrmex cornutus ingår i släktet Neivamyrmex och familjen myror. Inga underarter finns listade i Catalogue of Life.